# Fossarus bellus
Fossarus bellus là một loài ốc biển, là động vật thân mềm chân bụng sống ở biển thuộc họ Planaxidae.

## Miêu tả
Độ dài vỏ lớn nhất ghi nhận được là 3.5 mm.

## Môi trường sống
Độ sâu nhỏ nhất ghi nhận được là 18 m. Độ sâu lớn nhất ghi nhận được là 196 m.